# LITE
LITE est un groupe de math rock japonais formé en 2003. Le groupe est formé de Takeda Nobuyuki (武田信幸) et Kusumoto Kôsô (楠本構造) à la guitare, Izawa Jun (井澤惇) à la basse, et Yamamoto Akinori (山本晃紀) à la batterie.
Le groupe a participé au Fuji Rock Festival de 2007 et à de nombreuses collaborations, notamment pour le split-album avec Funanori.

## Formation
- Nobuyuki Takeda
- Kozo Kusumoto
- Jun Izawa
- Akinori Yamamoto

## Discographie

### Démos
- 1st Demo CD (2003)
- 2nd Demo CD (2004)

### Mini-Album
- LITE (2006)

### Albums
- Filmlets (2007)
- Phantasia (2008)
- ILLUMINATE (2010)
- For All The Innocence (2011)
- Installation (2013)
- Cubic (2016)
- Multiple (2019)
- STRATA (2024)

### Live
- Live in Limerick (2007)

### EP
- A Tiny Twofer (2007)
- Turns Red (2009)